# Trattato di Berwick (1586)
Il trattato di Berwick è stato un accordo di pace concluso il 6 luglio 1586 tra la regina Elisabetta I d'Inghilterra e il re Giacomo VI di Scozia, dopo una settimana di riunioni a Berwick-upon-Tweed.

## Storia
Il diplomatico inglese Thomas Randolph fu inviato in Scozia, nel febbraio del 1586, per avviare i negoziati sulle questioni in discussione. La sua missione venne contrastata, alla corte scozzese, dall'ambasciatore francese, il barone d'Esneval, e Monsieur de Courcelles, il segretario dell'ambasciatore francese a Londra, ma la sua causa venne aiutata dalla cacciata di James Stewart, conte di Arran.
Edward Manners, III conte di Rutland (per gli inglesi) e  Francis Stewart, che presto sarebbe diventato conte di Bothwell (per gli scozzesi), firmarono un'alleanza difensiva reciproca per garantire aiuti in caso di invasione di una delle due nazioni. I due paesi in gran parte protestanti erano minacciati dall'estero dalle potenze cattoliche, Spagna e Francia.
Alcuni credono che Elisabetta abbia stipulato l'accordo solo per attenuare il colpo della sua prossima mossa politica - l'esecuzione della madre di Giacomo, Maria di Scozia. Per Giacomo, la motivazione era la possibilità di riuscire nell'ascesa al trono inglese alla morte di Elisabetta. Una parte dell'accordo garantiva che Giacomo avrebbe ricevuto un appannaggio annuale di £ 4.000 dal Regno d'Inghilterra, il che portò molti a supporre che Elisabetta considerasse già Giacomo come un erede al suo trono. Giacomo le sarebbe poi succeduto sul trono inglese nel 1603.
Giacomo VI, il 5 luglio, emise un proclama nel quale dichiarava ulteriori sanzioni contro i predoni transfrontalieri per i successivi quaranta giorni. Un documento sopravvissuto indica che i commissari scozzesi dovevano discutere un'alleanza più stretta oltre i dodici articoli della lega. Con un accordo per la riparazione reciproca contro la pirateria, il popolo scozzese avrebbe potuto diventare cittadino inglese e viceversa, e sarebbero stati aboliti i dazi doganali tra Inghilterra e Scozia. Lo stesso accordo esisteva tra Scozia e Francia. Randolph aveva già indicato che questa questione non poteva essere inclusa negli articoli del trattato di Berwick.